# Ernst Anschütz
Pour les articles homonymes, voir Anschütz.
Ernst Gebhard Salomon Anschütz (né le 28 octobre 1780 à Suhl et décédé le 18 décembre 1861 à Leipzig) est un organiste, professeur, poète et compositeur saxon. Il a écrit les textes et la musique de nombreuses chansons populaires et chansons enfantines. Sa chanson la plus connue est Mon beau sapin. Pendant cinquante ans, Anschütz a enseigné à Leipzig où il a signé la plupart des poèmes et de ses œuvres.

## Biographie
Anschütz est né en 1780 à Goldlauter près de Suhl comme fils du pasteur local Johann Heinrich Friedrich Christian Anschütz. Il passe son enfance au presbytère, où il reçoit une éducation par son père et par un précepteur. De 1795 à 1798, il est élève dans un lycée à Schleusingen. Obéissant au désir de son père, Anschütz entreprend des études de théologie à Leipzig, mais achève ses études par un doctorat en philosophie en 1802. Dès 1799, il occupe un premier emploi à l'école libre de Wendler.
À la mort de son père en 1806, le conseil de paroisse propose le poste de pasteur au fils, mais Anschütz décline et part pour Leipzig.
Anschütz est un excellent pianiste, organiste, violoniste, violoncelliste et clarinettiste. En 1818, il accepte le poste de maître de chapelle et organiste à l'église Saint-Georges à Leipzig. Anschütz est franc-maçon, membre de la loge Apollon depuis 1809.
Anschütz travaille pendant cinquante ans à Leipzig comme enseignant et organiste, et collectionne pendant cette période consciencieusement des chansons populaires et enfantines. Il écrit lui-même des textes et compose des mélodies. Il adapte aussi des chansons anciennes pour un public d'enfants. Sa chanson la plus célèbre est O Tannenbaum. C'était au départ une chanson de Joachim August Zarnack (de) sur un amant déçu, jusqu'à ce que Anschütz la transforme, en 1924, en une chanson de Noël, en gardant la première strophe et en ajoutant deux autres.
Anschütz publie en 1824, 1828 et 1830, trois cahiers, aux éditions Reclam, de chansons scolaires, sous le titre Musikalisches Schulgesangbuch. Ces livres ont eu une influence déterminante sur l'enseignement scolaire du chant en Allemagne.
Pendant près de 55 ans, de 1807 à 1861, Anschütz tient consciencieusement un journal. Certaines parties ont été imprimées, mais la plus grande partie a été perdue en 1953. Il y décrit notamment l'exécution de Johann Christian Woyzeck, qui a eu lieu le 27 août 1824 sur la place du marché à Leipzig.
Ernst Anschütz, décédé le 18 décembre 1861 à Leipzig, est enterré au Neue Johannisfriedhof (de).

## Œuvres
- Alle meine Entchen
- Alle Jahre wieder, sur un texte de Wilhelm Hey (de), 1837
- Ein Männlein steht im Walde sur un texte de Hoffmann von Fallersleben
- Fuchs, du hast die Gans gestohlen (1824)
- Auf dem grünen Rasen
- Es klappert die Mühle am rauschenden Bach (de) mis en musique par Carl Reinecke (1824–1910), Die Mühle,, opus 91 tiré des Kinderlieder, basé sur Es zogen drei Reiter zum Tore hinaus, vers 1770
- O Tannenbaum 1824
- O Weihnachtszeit
- Wenn ich ein Vöglein wär (de)
- Ei, ei, ei, ihr Hühnerchen

Le premier volume du Musikalisches Schulgesangbuch est accessible sous forme numérisée dans la Herzog August Bibliothek de Wolfenbüttel.

## Source
- (de) Cet article est partiellement ou en totalité issu de l’article de Wikipédia en allemand intitulé « Ernst Anschütz » (voir la liste des auteurs).